# Placówka Straży Celnej „Konarzyny”

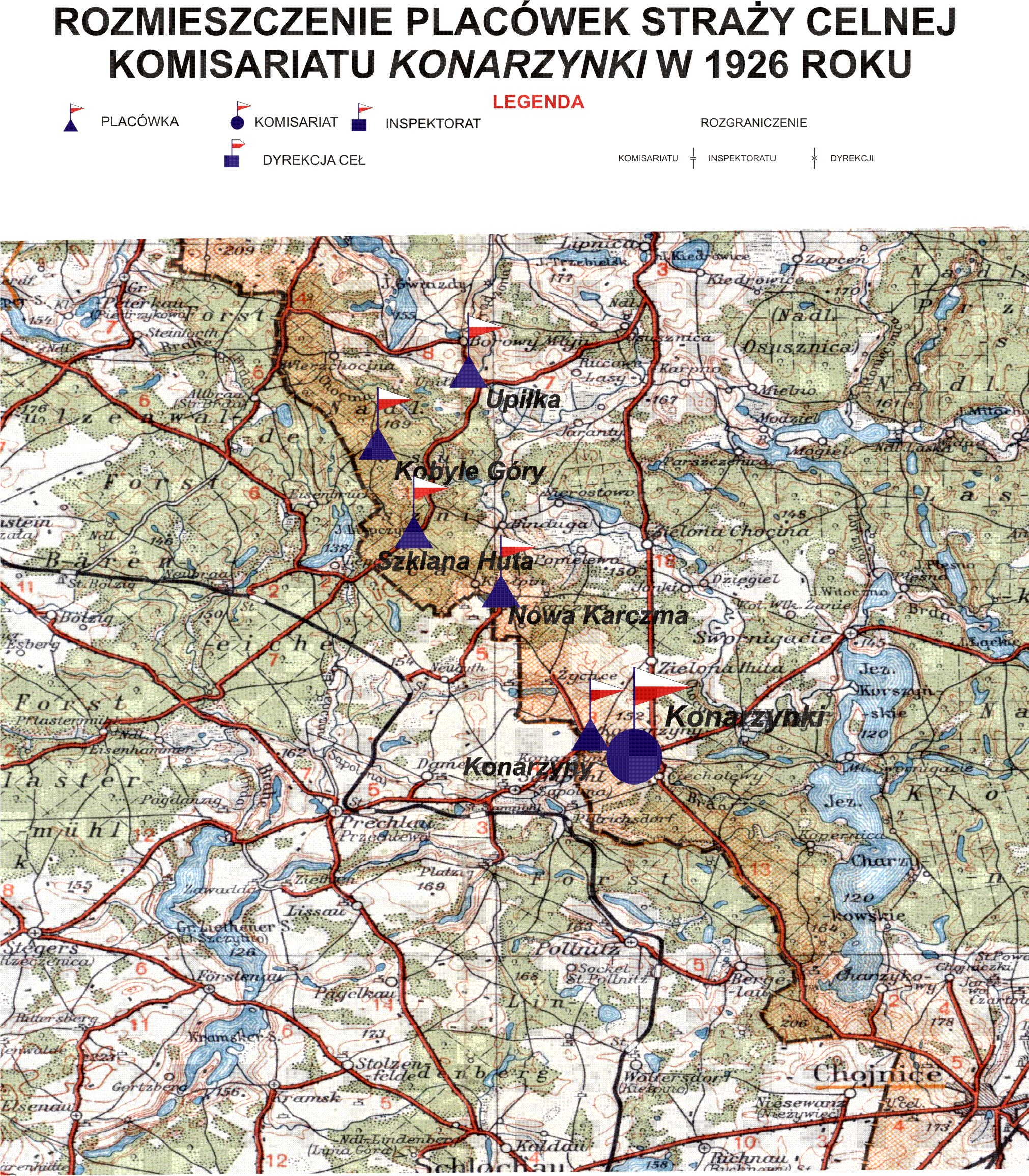
Rozmieszczenie placówek Straży Celnej Komisariatu Konarzynki

Placówka Straży Celnej „Konarzyny” – jednostka organizacyjna Straży Celnej pełniąca w okresie międzywojennym służbę ochronną na granicy polsko-niemieckiej.

## Formowanie i zmiany organizacyjne
Na wniosek Ministerstwa Skarbu, uchwałą z 10 marca 1920 roku, powołano do życia Straż Celną. Jednostki Straży Celnej rozpoczęły przejmowanie odcinków granicy od pododdziałów Batalionów Celnych. W 1921 roku w Konarzynach stacjonował sztab 2 kompanii 20 batalionu celnego. Kompania wystawiała między innymi placówkę w Konarzynach. Proces tworzenia Straży Celnej trwał do końca 1922 roku. Placówka Straży Celnej „Konarzyny” weszła w podporządkowanie komisariatu Straży Celnej „Konarzynki” z Inspektoratu SC „Chojnice”.
W drugiej połowie 1927 roku przystąpiono do gruntownej reorganizacji Straży Celnej. W praktyce skutkowało to rozwiązaniem tej formacji granicznej. Ochronę północnej, zachodniej i południowej granicy państwa przejęła powołana z dniem 2 kwietnia 1928 roku Straż Graniczna.
Rozkazem nr 2 z 19 kwietnia 1928 roku w sprawie organizacji Pomorskiego Inspektoratu Okręgowego dowódca Straży Granicznej gen. bryg. Stefan Pasławski określił strukturę organizacyjną komisariatu SG „Zielona Chocina”. Placówka Straży Granicznej I linii „Konarzyny” znalazła się w jego strukturze.

## Funkcjonariusze placówki
Kierownicy placówki
| stopień    | imię i nazwisko, numer | okres pełnienia służby | kolejne stanowisko |
| ---------- | ---------------------- | ---------------------- | ------------------ |
| przodownik | Jan Fifowski (1639)    | był w 1926             |                    |

Obsada personalna placówki w 1926:
- przodownik Jan Fifowski (1639)
- starszy strażnik Stefan Sindziński (2076)
- strażnik Stanisław Białoskórski (1678)
- strażnik Tomasz Musiał (2021)
- strażnik Michał Zdszak (1778)
- strażnik K. Rozmarynowski (1883)
- strażnik Jan Stanisławski (2104)
- strażnik Stanisław Kabaciński (2858)
- strażnik Stanisław Laja (3300)
- strażnik Marcin Łodyga (3335)
- Wacław Zyber (2196)